# Dalibor Svrčina
Dalibor Svrčina (* 2. Oktober 2002 in Ostrava) ist ein tschechischer Tennisspieler.

## Karriere
Svrčina spielte bis 2020 auf der ITF Junior Tour. Dort konnte er mit Rang 8 seine höchste Notierung in der Jugend-Rangliste erreichen. Sein bestes Abschneiden bei einem Grand-Slam-Turnier gelang ihm 2019 in Wimbledon, wo er das Viertelfinale erreichte, drei weitere Male stand er im Achtelfinale. Im Doppel war er erfolgreicher. Bei den Olympischen Jugend-Spielen wurde er im Doppel Vierter. Den größten Erfolg hatte er bei den Australian Open 2019, als er mit seinem Landsmann Jonáš Forejtek den Titel gewann und sie auf dem Weg dorthin nur einen Satz abgeben mussten. In Roland Garros 2020 stand er noch einmal im Halbfinale.
Bei den Profis spielte Svrčina schon ab 2019 regelmäßig und konnte in diesem Jahr auf der drittklassigen ITF Future Tour bereits seinen ersten Doppeltitel gewinnen. Ende 2020 erfolgte der Sprung unter die Top 1000 der Tennisweltrangliste. In Prostějov erreichte er sein erstes Doppel-Halbfinale. Das Jahr 2021 nutze der Tscheche zum Durchbruch im Einzel. Gleich zum Anfang des Jahres gewann er seinen ersten Future-Titel. Danach folgten zwei Viertelfinals bei den Challengers in Prostějov und Segovia, ehe er in Prag seinen ersten Challengertitel gewann. Der Rest des Jahres verlief ohne weitere Höhepunkte. 2022 gewann Svrčina im Doppel zwei weitere Futures, während er im Einzel zweimal das Finale erreichte. Mit einem weiteren Halbfinale in Ostrava sowie der Finalniederlage bei seiner Titelverteidigung in Prag stieg Svrčina bis auf Rang 199 der Weltrangliste. Im Doppel stand er 2020 schon einmal in den Top 600, fiel aber kurz darauf wieder aus diesen.

## Erfolge
| Legende (Anzahl der Siege) |
| Grand Slam                 |
| ATP Finals                 |
| ATP Tour Masters 1000      |
| ATP Tour 500               |
| ATP Tour 250               |
| ATP Challenger Tour (5)    |

### Einzel

#### Turniersiege
| Nr. | Datum            | Turnier   | Belag     | Finalgegner            | Ergebnis      |
| --- | ---------------- | --------- | --------- | ---------------------- | ------------- |
| 1.  | 15. August 2021  | Prag      | Sand      | Dmitri Popko           | 6:0, 7:5      |
| 2.  | 10. Juni 2023    | Prostějov | Sand      | Tomáš Macháč           | 6:4, 6:2      |
| 3.  | 23. Februar 2025 | Pune      | Hartplatz | Brandon Holt           | 7:63, 6:1     |
| 4.  | 6. April 2025    | Barletta  | Sand      | Witalij Satschko       | 7:5, 6:3      |
| 5.  | 17. August 2025  | Cancún    | Hartplatz | Thiago Agustín Tirante | 6:4, 5:7, 6:4 |

## Abschneiden bei Grand-Slam-Turnieren

### Herreneinzel
| Turnier         | 2022 | 2023 | 2024 | 2025 | Karriere |
| --------------- | ---- | ---- | ---- | ---- | -------- |
| Australian Open | —    | 2    | Q1   | Q3   | 2        |
| French Open     | Q1   | Q2   | Q2   | Q2   | —        |
| Wimbledon       | Q2   | Q1   | Q1   | Q2   | —        |
| US Open         | Q2   | Q1   | —    |      | —        |

### Junioreneinzel
| Turnier         | 2018 | 2019 | 2020 | Karriere |
| --------------- | ---- | ---- | ---- | -------- |
| Australian Open | 2    | AF   | AF   | AF       |
| French Open     | 1    | 1    | 1    | 1        |
| Wimbledon       | 2    | VF   |      | VF       |
| US Open         | 2    | AF   |      | AF       |

### Juniorendoppel
| Turnier         | 2018 | 2019 | 2020 | Karriere |
| --------------- | ---- | ---- | ---- | -------- |
| Australian Open | 1    | S    | VF   | S        |
| French Open     | AF   | 1    | HF   | HF       |
| Wimbledon       | AF   | 1    |      | AF       |
| US Open         | 1    | 1    |      | 1        |

Zeichenerklärung: S = Turniersieg; F, HF, VF, AF = Einzug ins Finale / Halbfinale / Viertelfinale / Achtelfinale; 1, 2, 3 = Ausscheiden in der 1. / 2. / 3. Hauptrunde; nicht ausgetragen